# Blečli Park
Blečli Park je engleska seoska vila i imanje u Blečliju, Milton Kejns (Bakingemšir), koji je postao glavni centar savezničkog razotkrivanja šifri tokom Drugog svetskog rata. Vila je izgrađena tokom perioda nakon 1883. za finansijera i političara Herberta Leona u viktorijanskom gotičkom, tudorskom i holandskom baroknom stilu, na mestu starijih istoimenih zgrada.
Tokom Drugog svetskog rata, na imanju se nalazila Vladina škola kodova i šifri (GC&CS), koja je redovno penetrirala tajne komunikacije Sila Osovine – najvažnije nemačke Enigma i Lorenc šifre. GC&CS tim razotkrivača šifri uključivao je Alana Tjuringa, Hari Golombeka, Gordona Velčmana, Hju Aleksandra, Bila Tata i Stjuarta Milner-Berija.
Prema zvaničnom istoričaru britanske obaveštajne službe, „Ultra“ obaveštajni podaci proizvedeni u Blečliju skratili su rat za dve do četiri godine, a bez njih bi ishod rata bio neizvestan. Tim u Blečli parku je osmislio automatske mašine koje su pomogle u dešifrovanju, što je kulminiralo razvojem Kolosusa, prvog programabilnog digitalnog elektronskog računara na svetu. Operacije razotrikvanja koda u Blečli parku su se završile 1946. godine i sve informacije o ratnim operacijama su ostale klasifikovane do sredine 1970-ih.
Posle rata imao je različite namene, uključujući koledž za obuku nastavnika i lokalno sedište GPO. Do 1990. godine, kolibe u kojima su radili razotrivači šifri razmatrane su za rušenje i preuređenje. Blečli Park zadužbina je formirana u februaru 1992. kako bi se veliki deo lokacije zaštitio od stambene izgradnje.
Nedavno je Blečli park bio otvoren za javnost, sa interpretativnim eksponatima i kolibama koje su ponovo izgrađene da izgledaju kao što su izgledale tokom svojih ratnih operacija. Godišnje prima stotine hiljada posetilaca. Odvojeni Nacionalni muzej računarstva, koji uključuje radnu repliku mašine Bombe i obnovljeni računar Kolosus, smešten je u Bloku H na ovoj lokaciji.

## Napomene
1. ↑  Colossus itself was designed and built by Tommy Flowers at the Post Office Research Station at Dollis Hill in north London, to solve a problem posed by mathematician Max Newman at the GC&CS. From there, it (and nine more) were installed and operated in Bletchley.

## Literatura
- Alanbrooke, Field Marshal Lord (2001). War Diaries 1939–1945. Phoenix Press. ISBN 1-84212-526-5.
- Aldrich, Richard J. (2010), GCHQ: The Uncensored Story of Britain's Most Secret Intelligence Agency, HarperCollins, ISBN 978-0-00-727847-3
- Bennett, Ralph (1999) [1994], Behind the Battle: Intelligence in the war with Germany, 1939–1945 (New and Enlarged изд.), London: Random House, ISBN 978-0-7126-6521-6
- Briggs, Asa (2011), Secret Days: Code-breaking in Bletchley Park, Barnsley, England: Frontline Books, ISBN 978-1-84832-615-6
- Budiansky, Stephen (2000), Battle of wits: The Complete Story of Codebreaking in World War II, Free Press, ISBN 978-0-684-85932-3
- Calvocoressi, Peter (2001) [1980], Top Secret Ultra, Cleobury Mortimer, Shropshire: M & M Baldwin, ISBN 0-947712-41-0
- Colville, John (1985). Fringes of Power: Downing Street Diaries, 1939-1945. London: Hodder and Stoughton. стр. 422.
- Copeland, Jack (2004),  Copeland, B. Jack, ур., The Essential Turing: Seminal Writings in Computing, Logic, Philosophy, Artificial Intelligence, and Artificial Life plus The Secrets of Enigma, Clarendon Press, ISBN 0-19-825080-0
- Copeland, B. Jack, ур. (2006), Colossus: The Secrets of Bletchley Park's Codebreaking Computers, Oxford: Oxford University Press, ISBN 978-0-19-284055-4
- Dakin, Alec (1993), The Z Watch in Hut 4, Part I in Hinsley & Stripp 1993, стр. 50–56
- Enever, Ted (1999), Britain's Best Kept Secret: Ultra's Base at Bletchley Park (3rd изд.), Sutton, ISBN 978-0-7509-2355-2
- Erskine, Ralph; Smith, Michael, ур. (2011), The Bletchley Park Codebreakers, Biteback Publishing Ltd, ISBN 978-1-84954-078-0 Updated and extended version of Action This Day: From Breaking of the Enigma Code to the Birth of the Modern Computer Bantam Press 2001
- Erskine, Ralph (2011), Breaking German Naval Enigma on Both Sides of the Atlantic in Erskine & Smith 2011, стр. 165–83
- Good, Jack; Michie, Donald; Timms, Geoffrey (1945), General Report on Tunny: With Emphasis on Statistical Methods, UK Public Record Office HW 25/4 and HW 25/5, Архивирано из оригинала 17. 9. 2010. г., Приступљено 15. 9. 2010 That version is a facsimile copy, but there is a transcript of much of this document in '.pdf' format at: Sale, Tony (2001), Part of the 'General Report on Tunny', the Newmanry History, formatted by Tony Sale (PDF), Приступљено 20. 9. 2010, and a web transcript of Part 1 at: Ellsbury, Graham, General Report on Tunny With Emphasis on Statistical Methods, Приступљено 3. 11. 2010
- Grey, Christopher (2012), Decoding Organization: Bletchley Park, Codebreaking and Organization Studies, Cambridge, England: Cambridge University Press, ISBN 978-1107005457
- Hill, Marion (2004), Bletchley Park People, Stroud, Gloucestershire: The History Press, ISBN 978-0-7509-3362-9
- Hinsley, Harry (1996) [1993], The Influence of ULTRA in the Second World War, Приступљено 13. 2. 2015 Transcript of a lecture given on Tuesday 19 October 1993 at Cambridge University
- Hinsley, F. H.; Stripp, Alan, ур. (1993) [1992], Codebreakers: The inside story of Bletchley Park, Oxford: Oxford University Press, ISBN 978-0-19-280132-6
- Kahn, David (1991), Seizing the Enigma: The Race to Break the German U-boat Codes, 1939–1943, Houghton Mifflin Co., ISBN 978-0-395-42739-2
- Kenyon, David (10. 5. 2019), Bletchley Park and D-Day: The Untold Story of How the Battle for Normandy Was Won, Yale University Press, ISBN 978-0-300-24357-4
- Lewin, Ronald (2001) [1978], Ultra Goes to War: The Secret Story, Classic Military History (Classic Penguin изд.), London, England: Hutchinson & Co, ISBN 978-1-56649-231-7
- Loewe, Michael (1993), Japanese naval codes in Hinsley & Stripp 1993, стр. 257–63
- McKay, Sinclair (2010), The Secret Life of Bletchley Park: the WWII Codebreaking Centre and the Men and Women Who Worked There, Aurum, ISBN 978-1-84513-539-3
- Millward, William (1993), Life in and out of Hut 3 in Hinsley & Stripp 1993, стр. 17–29
- Milner-Barry, Stuart (1993), Navy Hut 6: Early days in Hinsley & Stripp 1993, стр. 89–99
- Morrison, Kathryn, 'A Maudlin and Monstrous Pile': The Mansion at Bletchley Park, Buckinghamshire, English Heritage
- Pidgeon, Geoffrey (2003), The Secret Wireless War: The story of MI6 communications 1939–1945, Universal Publishing Solutions Online Ltd, ISBN 978-1-84375-252-3
- Sebag-Montefiore, Hugh (2017) [2000], Enigma: The Battle for the Code, London: Weidenfeld & Nicolson, ISBN 978-1-4746-0832-9
- Sebag-Montefiore, Hugh (2000), Enigma: The Battle for the Code (Cassell Military Paperbacks изд.), London: Weidenfeld & Nicolson, ISBN 978-0-297-84251-4
- Scott, Norman (април 1997), „Solving Japanese naval ciphers 1943–1945”, Cryptologia, 21 (2): 149—57, doi:10.1080/0161-119791885878
- Smith, Christopher (2015), The Hidden History of Bletchley Park: A Social and Organisational History, Palgrave Macmillan, ISBN 978-1137484932
- Smith, Michael (1999) [1998], Station X: The Codebreakers of Bletchley Park, Channel 4 Books, стр. 20, ISBN 978-0-7522-2189-2
- Smith, Michael (2000), The Emperor's Codes: Bletchley Park and the breaking of Japan's secret ciphers, Bantam Press, ISBN 0593-046412
- Smith, Michael (2001) [1999], „An Undervalued Effort: how the British broke Japan's Codes”,  Ур.: Smith, Michael; Erskine, Ralph, Action this Day, London: Bantam, ISBN 978-0-593-04910-5
- Smith, Michael (2006), How it began: Bletchley Park Goes to War in Copeland 2006, стр. 18–35
- Smith, Michael; Butters, Lindsey (2007) [2001], The Secrets of Bletchley Park: Official Souvenir Guide, Bletchley Park Trust
- Taylor, Telford (1993), Anglo-American signals intelligence co-operation in Hinsley & Stripp 1993, стр. 71–3
- Thirsk, James (2008), Bletchley Park: An Inmate's Story, Galago, ISBN 978-094699588-2
- Twinn, Peter (1993), The Abwehr Enigma in Hinsley & Stripp 1993, стр. 123–31
- Watson, Bob (1993), Appendix: How the Bletchley Park buildings took shape in Hinsley & Stripp 1993, стр. 306–10
- Welchman, Gordon (1997) [1982], The Hut Six story: Breaking the Enigma codes, Cleobury Mortimer, England: M&M Baldwin, ISBN 9780947712341 New edition with addendum by Welchman correcting his misapprehensions in the 1982 edition.
- Comer, Tony (2021), Commentary: Poland's Decisive Role in Cracking Enigma and Transforming the UK's SIGINT Operations, Royal United Services Institute, Архивирано из оригинала 8. 2. 2021. г., Приступљено 30. 1. 2021
- Gannon, Paul (2006), Colossus: Bletchley Park's Greatest Secret, Atlantic Books, ISBN 978-1-84354-331-2
- Gannon, Paul (2011), Inside Room 40: The Codebreakers of World War II, Ian Allan Publishing, ISBN 978-0-7110-3408-2
- Hastings, Max (2015). The Secret War: Spies, Codes and Guerrillas 1939 -1945. London: William Collins. ISBN 978-0-00-750374-2.
- Hilton, Peter (1988), Reminiscences of Bletchley Park, 1942–1945 (PDF), стр. 291—301, Архивирано из оригинала (PDF) 15. 05. 2006. г., Приступљено 13. 9. 2009 (CAPTCHA) (10-page preview from A Century of mathematics in America, Volume 1 By Peter L. Duren, Richard Askey, Uta C. Merzbach, see A Century of Mathematics in America: Part 1;  978-0-8218-0124-6).
- Large, Christine (2003), Hijacking Enigma: The Insider's Tale, John Wiley, ISBN 978-0-470-86346-6
- Luke, Doreen (2005) [2003], My Road to Bletchley Park (3rd изд.), Cleobury Mortimer, Shropshire: M & M Baldwin, ISBN 978-0-947712-44-0
- McKay, Sinclair (2012), The Secret Listeners: How the Y Service Intercepted German Codes for Bletchley Park, London: Aurum, ISBN 978-1-845137-63-2
- Mahon, A. P. (1945), The History of Hut Eight 1939 – 1945, UK National Archives Reference HW 25/2, Приступљено 10. 12. 2009
- Manning, Mick; Granström, Brita (2010), Taff in the WAAF, Frances Lincoln Children's Books, ISBN 978-1-84780-093-0
- O'Keefe, David (2013), One Day in August - The Untold Story Behind Canada's Tragedy at Dieppe, Alfred A. Knopf Canada, ISBN 978-0-345-80769-4
- Pearson, Joss, ур. (2011), Neil Webster's Cribs for Victory: The Untold Story of Bletchley Park's Secret Room, Polperro Heritage Press, ISBN 978-0-9559541-8-4
- Price, David A. (2021). Geniuses at War; Bletchley Park, Colossus, and the Dawn of the Digital Age. New York: Knopf. ISBN 978-0-525-52154-9.
- Russell-Jones, Mair (2014), My Secret Life in Hut Six: One Woman's Experiences at Bletchley Park, Lion Hudson, ISBN 978-0-745-95664-0
- Smith, Christopher (2014), „Operating secret machines: military women and the intelligence production line, 1939–1945”, Women's History Magazine, 76: 30—36, ISSN 1476-6760
- Smith, Christopher (2014), „How I learned to stop worrying and love the Bombe: Machine Research and Development and Bletchley Park”, History of Science, 52 (2): 200—222, S2CID 145181963, doi:10.1177/0073275314529861
- Turing, Dermot (2018). X, Y & Z: The Real Story of How Enigma Was Broken. Gloucestershire, UK: The History Press. ISBN 978-0-7509-8782-0.
- Watkins, Gwen (2006), Cracking the Luftwaffe Codes, Greenhill Books, ISBN 978-1-85367-687-1

## Spoljašnje veze
- „Bletchley Park Trust”. Архивирано из оригинала 09. 12. 2009. г. Приступљено 30. 08. 2024.
- Roll of Honour: List of the men and women who worked at Bletchley Park and the Out Stations during WW2, Архивирано из оригинала 18. 5. 2011. г., Приступљено 9. 7. 2011
- Bletchley Park—Virtual Tour by Tony Sale
- The National Museum of Computing (based at Bletchley Park)
- The RSGB National Radio Centre (based at Bletchley Park)
- „New hope of saving Bletchley Park for nation”. Архивирано из оригинала 6. 2. 2006. г. Приступљено 10. 4. 2019. (The Daily Telegraph 3 March 1997)
- „Boffoonery! Comedy Benefit For Bletchley Park”. Архивирано из оригинала 17. 12. 2014. г. Приступљено 30. 08. 2024. Comedians and computing professionals stage comedy show in aid of Bletchley Park
- Bletchley Park: It's No Secret, Just an Enigma, The Telegraph, 29 August 2009
- Bletchley Park is official charity of Shed Week 2010—in recognition of the work done in the Huts
- Saving Bletchley Park blog by Sue Black
- 19-minute Video interview на веб-сајту  with Sue Black by Robert Llewellyn about Bletchley Park
- Douglas, Ian (25. 12. 2012), „Bletchley's forgotten heroes”, The Daily Telegraph, Архивирано из оригинала 26. 12. 2012. г.
- C4 Station X 1999 on DVD here
- How Alan Turing Cracked The Enigma Code Imperial War Museums
- The Bletchley Park Podcast on Audioboom
- Bletchley Park Paperwork at The ICL Computer Museum

Mape
- Map of Bletchley Park site, as used during World War II
- Map of Bletchley Park site, as used 1939-1945
- Bletchley Park - Interactive Map
- Map of Bletchley Park site, as used in 2024
- View of Bletchley Park site, in 2024